# Аккёль
Аккёль (Ак-Гёль; «Белое озеро») — озеро в России, в столице Дагестана — городе Махачкале.

## Географическое положение
Расположено в юго-восточной части города в микрорайоне Редукторный посёлок, в 1 км от берега Каспийского моря.

## Информация об объекте
Имеет лагунное происхождение и округло-квадратную форму. Максимальная глубина около 4 метров. Образовалось путём намывания песчаной косы, отделившей его от Каспия. В середине XX века, в результате понижения уровня Каспийского моря озеро высохло и впоследствии было восстановлено путем заполнения водами из канала имени Октябрьской революции.
Западная часть озера площадью 12 га полукруглой дамбой отсечена от основной акватории площадью около 1,028 км² (2013). Питается грунтовыми водами (80 %), а также атмосферными осадками (20 %).

## Растительный и животный мир
В середине XX века водоём использовали для рыбного хозяйства. Биомассу озера на 67 % формируют пресноводные моллюски. 48 видов микроводорослей. Использовалось в качестве нагульного водоема для выращивания сазана и карпа.

## Проблемы
Испытывает сильное антропогенное воздействие в связи с возведением многоэтажных домов, засыпанием берегов и стихийными свалками стройматериалов. В феврале 2020 года в озере произошла массовая гибель рыбы, на что обратили внимание пользователи социальных сетей. В результате проведенных проверок причиной гибели было названо критическое повышение токсичности воды предположительно из-за попадания в неё моющих средств. Источник загрязнения найден не был.

## Исследования
Детальным изучением гидрографии и проблем озера занимается Прикаспийский институт биологических ресурсов ДНЦ РАН.

## Достопримечательность
У северного берега озера расположен одноимённый парк «Ак-Гёль» с памятником русской учительнице. Под площадкой, на которой установлен постамент с памятником, расположился Музей истории Махачкалы.